# Шишлово (Тульская область)
Шишлово — село в Тульской области России.
В рамках административно-территориального устройства является центром Шишловского сельского округа Новомосковского района, в рамках организации местного самоуправления входит в муниципальное образование город Новомосковск со статусом городского округа.

## География
Расположено в 30 км к северо-востоку от райцентра, города Новомосковска.. 

## Население
| 2002 | 2010 |
| ---- | ---- |
| 306  | ↘260 |